# Xbox Game Pass
Xbox Game Pass est un service d'abonnement de Microsoft destiné à être utilisé avec les consoles de jeux Xbox One et Xbox Series, ainsi que sur Windows 10 et 11. Décrit comme le « Netflix pour les jeux vidéo », le Xbox Game Pass permet aux joueurs d’avoir accès à un catalogue de jeux de différents éditeurs pour un prix unique par abonnement mensuel. 
Le service a été lancé le 1er juin 2017, tandis que les abonnés à Xbox Live Gold ont obtenu un accès prioritaire le 24 mai. Lors de l'E3 2019, Microsoft annonce l'arrivée du Xbox Game Pass sur PC, au départ en bêta puis dans la version ultimate.
Le service compte, à date de début 2024, 34 millions d’abonnés.

## Historique
Le 28 février 2017, Microsoft a annoncé le lancement de Xbox Game Pass et a mis à la disposition des membres de sa communauté Xbox Insider un catalogue limité de jeux à des fins de test et de retour. Plus tard au deuxième trimestre de 2017, le service a été ouvert aux joueurs abonnés à Xbox Live Gold, puis à tous les autres joueurs. Un abonnement Xbox Live Gold n'est pas requis pour le Xbox Game Pass, mais il est nécessaire pour les jeux avec contenant le multijoueur en ligne.
Dans le cadre de la conférence de presse de Microsoft sur l'E3 2017, Microsoft a annoncé que certains titres Xbox seraient rendus disponibles via une nouvelle fonctionnalité de compatibilité ascendante similaire à celle des titres Xbox 360. Dans une interview ultérieure, Phil Spencer a déclaré que certains de ces jeux pourraient également se retrouver sur Game Pass.
Le Game Pass est officiellement lancé en 2018, porté par une stratégie d'acquisition agressive : le coût de l'abonnement est volontairement bas, et une offre propose même d'y avoir accès pendant trois mois pour seulement un dollar. Le 23 janvier 2018, Microsoft a annoncé une extension de Game Pass permettant aux titres propriétaires d’arriver sur le catalogue avec la version commerciale du jeu. Sea of Thieves est le premier nouveau titre à apparaître sur Game Pass le 20 mars 2018, date de son lancement dans le commerce. Crackdown 3, State of Decay 2 et Forza Horizon 4 seront également ajoutés lors du lancement, bien que Les dates de lancement n’étaient pas annoncées à ce moment-là et les versions futures des franchises Microsoft existantes, telles que Halo et Gears of War, seraient également ajoutées lors de leur sortie. De plus, une sélection de titres ID@Xbox sont également ajoutés au service à leurs dates de sortie, le premier étant Robocraft Infinity.
Spencer a déclaré que l'intention de Microsoft avec le Xbox Game Pass était de le rendre disponible sur de nombreux appareils, y compris ceux de leurs concurrents. Spencer a déclaré : « Nous voulons utiliser la Game Pass sur n'importe quel appareil sur lequel quelqu'un veut jouer … Non seulement parce que c'est notre métier, mais vraiment parce que le modèle commercial permet aux utilisateurs de consommer et de trouver des jeux auxquels ils n'auraient jamais joué. » En mai 2019, Microsoft a annoncé l'arrivée du Xbox Game Pass pour les ordinateurs Windows 10, qui contiendrait plus de 100 jeux de ses propres studios ainsi que de tiers lors de son lancement.
Le 18 avril 2019, Microsoft a annoncé Xbox Game Pass Ultimate, un nouveau niveau combinant le Xbox Game Pass et Xbox Live Gold en un seul abonnement. Il est devenu disponible pour des tests pour les initiés Xbox le même jour, alors que la disponibilité générale a commencé le 9 juin 2019. 
Le 9 juin 2019, Microsoft a annoncé que le Xbox Game Pass pour PC serait lancé en version bêta ouverte, ce qui serait également inclus dans Ultimate.

## Structure
Xbox Game Pass est similaire à l’abonnement de jeu vidéo fourni par EA se nommant EA Play (précédemment EA Access) existant sur Xbox One et au service PlayStation Now proposé par son rival Sony,,. 
Le catalogue sur abonnement contient plus de 100 jeux au lancement, des jeux étant ajoutés et parfois retirés du catalogue. Xbox Game Pass permet au joueur de télécharger le jeu complet sur la console. Selon le responsable de la Xbox Phil Spencer, cet objectif visait à offrir aux joueurs « un jeu continu et fidèle sans se soucier des problèmes de streaming, de bande passante ou de connectivité ». Contrairement à EA Access, Xbox Game Pass propose des jeux provenant d’un grand nombre d’éditeurs, tels que Namco, Capcom, WB Games, 2K Games, Bethesda Softworks et des jeux à la première partie de Xbox Game Studios.
Le catalogue propose des jeux sélectionnés pour Xbox One ainsi que des titres sélectionnés pour Xbox 360 et Xbox avec lesquels Xbox One est compatible avec les versions antérieures. Il n’y a pas de limite au nombre de jeux qu’un joueur peut télécharger et installer sur ses consoles, mis à part la quantité d’espace de stockage disponible sur la console. Tant qu'un jeu reste dans le catalogue, il est disponible en téléchargement illimité et peut être lu par les abonnés. Les joueurs peuvent acheter des jeux dans le catalogue avec un rabais de 20 % et tout contenu complémentaire associé à ces jeux avec un rabais de 10 %. Le prix réduit est disponible uniquement pendant que le jeu est dans le catalogue et uniquement pour le jeu en particulier ; à titre de comparaison, la remise d'abonné EA Access 10 % s'applique à tout contenu publié par EA, et pas uniquement au contenu de son catalogue d'abonnements. Les jeux du catalogue peuvent être lus lorsque la console est hors ligne, mais au plus 30 jours avant de devoir se reconnecter pour vérifier un abonnement actif.
Si le jeu est supprimé du catalogue par Microsoft ou si le joueur met fin à son abonnement, l'accès est suspendu jusqu'à ce que le joueur achète le jeu ou renouvelle son abonnement, mais leur progression dans le jeu est enregistrée. Si le jeu est un titre Xbox 360, il sera compatible avec la version antérieure et doit être utilisé sur Xbox One. Il ne peut pas être téléchargé sur la console Xbox 360 d'un lecteur à moins que le joueur ne décide de l'acheter.

## Disponibilité
Le service est disponible dans les pays suivants : Argentine, Australie, Autriche, Belgique, Brésil, Canada, Chili, Colombie, Tchéquie, Danemark, Finlande, France, Allemagne, Grèce, Hong Kong, Hongrie, Inde, Irlande, Israël, Italie, Corée, Mexique, Pays-Bas, Nouvelle-Zélande, Norvège, Pologne, Portugal, Russie, Arabie Saoudite, Singapour, Slovaquie, Afrique du Sud, Espagne, Sénégal Suède, Suisse, Taïwan, Turquie, Émirats arabes unis, Royaume-Uni et États-Unis.
Le service compte au 18 janvier 2022 plus de 25 millions d’abonnés, et 34 millions d’abonnés début 2024.